# Hydraplaneur
L’Hydraplaneur est un concept de catamaran de 60 pieds innovant sur le plan hydrodynamique et aérodynamique créé par Yves Parlier et l’Aquitaine Design Team en 2003. Après 10 ans d'abandon, il est rénové puis renommé SeaKite en 2022 afin de servir de support technique et promotionnel à la start-up du navigateur, Beyond The Sea.

## Création
En 2003, l’ingénieur et navigateur Yves Parlier crée un concept de catamaran pour « aller plus vite sur l’eau que les trimarans actuels, en s’affranchissant de la poussée d’Archimède. », qu’il nomme Hydraplaneur.
Il le fait avec son équipe d’architecture navale, créée en 2000, l’Aquitaine Design Team. Ils s’inspirent du concept des hydravions et est comparé à l’hydroptère d'Alain Thébaut, construit à la même époque. Le concept est testé sur des bancs d’essais et des nombreuses modélisations 3D sont réalisées.
Celui-ci est mise à l’eau en 2004, avec comme caractéristiques, une longueur de 18,28 m, une largeur de 15,05 m et une masse de 4,5 tonnes,.
Pour sa première course, il participe au circuit Orma lors de la Transat anglaise 2004, qui est terminé par le navigateur français en 13j 07h 11’ 35’’, à la dernière place.
Le 25 avril 2005, lors d’une tentative de record du monde de distance en solitaire sur 24 h, Yves Parlier chavire à bord de l’Hydraplaneur et est blessé. Le navigateur est récupéré par un cargo alors que le catamaran dérive pendant une semaine avant de pouvoir être remorqué et ramener à Arcachon pour réparations,.
Le 19 mai 2006, le bateau bat record de la distance parcourue en 24 heures en solo toutes catégories, avec 586 milles. Le 25 avril de la même année, c’est le même record mais en équipage, qui est battu.
Avec de nombreux problèmes et des résultats décevants, les sponsors du catamaran partent peu à peu. C’est le cas par exemple de la région Aquitaine qui investit 4 500 000 € entre 2001 et 2006. Le projet est abandonné en 2006 et l’Hydraplanneur est mise en vente en 2009 pour 300 000 €.

## Rénovation et changement de nom
Après une dizaine d’année hors de l’eau dans un chantier naval de La Teste, l’Hydraplaneur est remis à l’eau le 13 juillet 2018,. L’objectif est de pouvoir se servir de la plateforme du catamaran pour le rendre apte à la traction par cerf-volant en remplacement du gréement d'origine pour tester les innovations de son entreprise Beyond The Sea,.
Après une rénovation, cette nouvelle version est mise à l’eau le 25 octobre 2022. Dans ce nouveau concept, l’Hydraplaneur n’est plus tracté par deux voiles mais pas des kites,,. L’objectif pour le navigateur est de boucler un tour du monde avec son nouveau projet.
En plus de son intérêt technique, cette rénovation a pour objectif d’être l’une des vitrines de Beyond The Sea afin d’attirer les investisseurs. À cette occasion, l’Hydraplaneur est rebaptisé Seakite,,,.

## Principe technologique
Il exploite le principe des coques à redent pour réduire sa traînée hydrodynamique au-delà d'une vitesse critique, ce qui permet de repousser la limite de la vitesse maximale d'une coque. Ce principe déjà mis en œuvre sur les coques à moteur ou flotteurs d'hydravions est ici étendue à un bateau propulsé par des voiles. Sur le plan aérodynamique, les vitesses atteintes par ce bateau sont telles qu'il devient intéressant d'utiliser un gréement double pour augmenter la force propulsive en gardant le moment de chavirement constant. C'est ce qui a été fait sur l’Hydraplaneur et qui lui donne sa silhouette si particulière.

## Records
- 19 mai 2006 : record de la distance parcourue en 24 heures en solo toutes catégories, avec 586 milles, soit une vitesse moyenne de 24,41 nœuds, homologué par le WSSRC[5].
- 25 avril 2006 : Premier record homologué par le WSSRC, à la suite de la tentative du 9 avril : 597,81 milles en 24 heures et en équipage, soit une vitesse moyenne de 24,91 nœuds[5].